# Sextus Calpurnius Agricola

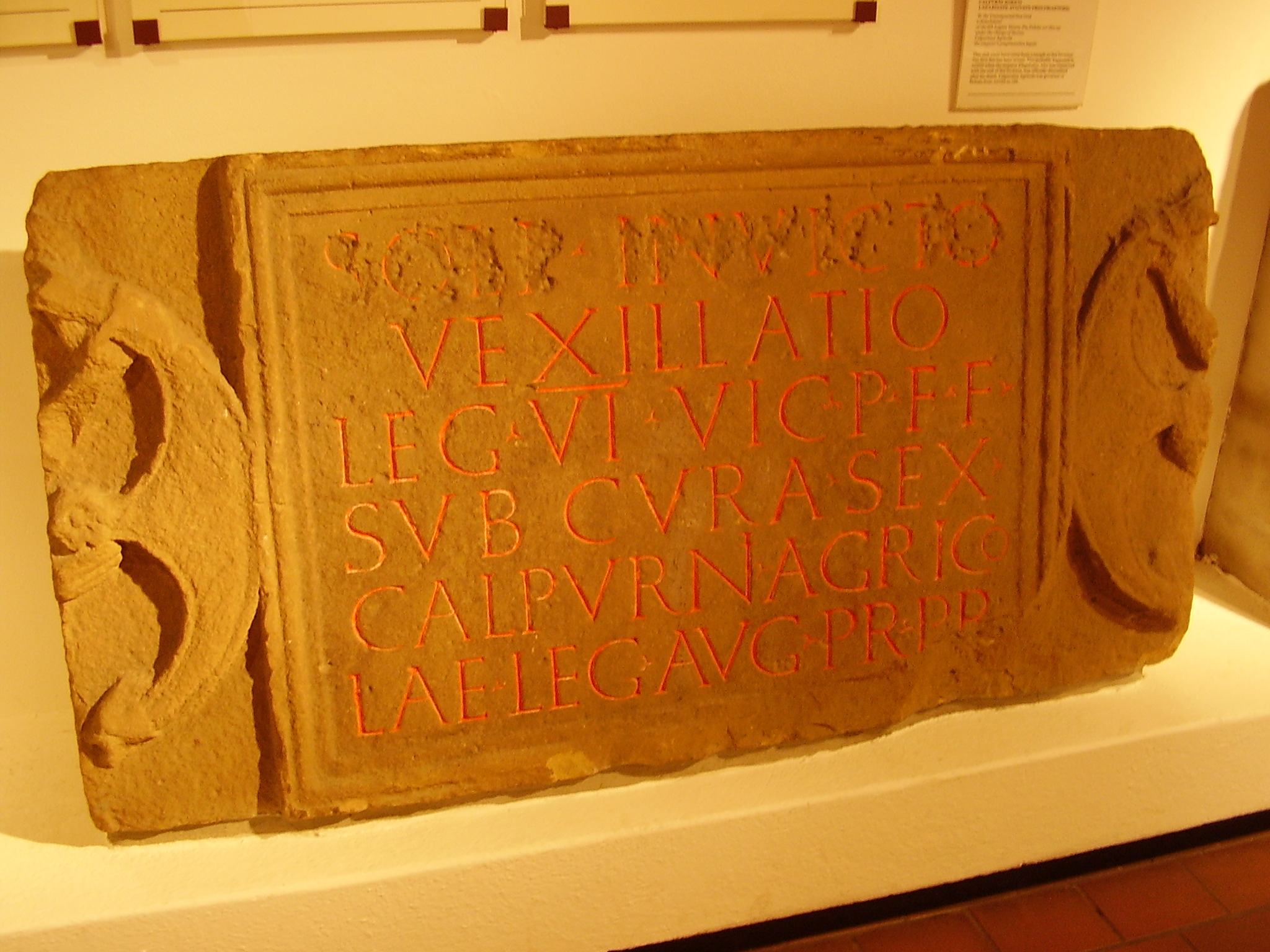
Die Weihinschrift

Sextus Calpurnius Agricola war ein im 2. Jahrhundert n. Chr. lebender römischer Politiker.
Durch Militärdiplome, die z. T. auf den 27. September 154 datiert sind, ist belegt, dass Agricola 154 zusammen mit Tiberius Claudius Iulianus Suffektkonsul war; die beiden übten dieses Amt vom 1. September bis Ende Oktober aus. Im Jahre 158 war er Statthalter (Legatus Augusti pro praetore) in der Provinz Germania superior, wie aus einer Inschrift hervorgeht. Durch eine weitere Inschrift, die in Coriosopitum gefunden wurde und die auf 162/168 datiert wird sowie durch ein Diplom, das auf 161/163 datiert wird, ist nachgewiesen, dass er in diesem Zeitraum Statthalter der Provinz Britannia war.